# Гылмани, Садуакас
Садуака́с (Садвакас, Сакен) Гылмани́ (Гилмани, Гилманов, Гельманов) (каз. Сәдуақас Ғылмани, 1890, Малтабар, Ерейментауский район — 24 апреля 1972, Алма-Ата) — казахстанский мусульманский религиозный и общественный деятель, переводчик и поэт. В 1952—1972 годах был уполномоченным представителем Духовного управления Средней Азии и Казахстана (казий казахстанского Казията) и главным имамом Алма-Аты.

## Биография
Происходит из башкирского рода иштяк (каз. естек). Прадед Садуакаса Гылмани Мухамедияр Мухтарович Газин (Газиев, 1807—1870) и дед Салмен Мухамедиярович (1830—1914) служили указными муллами. Его отец — Гильман Салменович (1856—1939) был мелким ремесленником. Отец похоронен на территории Омской области, дед и прадед Гылмани покоятся на кладбище в ауле Кызылшилик (ныне Павлодарская область Казахстана).
Садуакас (имя при рождении: Сагыракадыр) Гылмани родился в 1890 году (согл. некрологу САДУМ — в 1889 году, по другим данным — в 1880 году) в ауле Малтабар (Акмолинская область Российской империи), который ныне находится в Ерейментауском районе Акмолинской области Казахстана.
В своих автобиографических поэмах Садуакас Гылмани повествует о том, что лишился матери в 11-летнем возрасте, начал изучать арабский язык у своего деда, потом обучался на джайляу Шарыкты у муллы Байдуйсена и в 14 лет, получив прозвище «бала молда» («мулла-ребёнок»), преподавал ученикам в аулах Тасбака и Умирзак. В 15 лет одну зиму учится в ауле Торе у Айтмагамбет-муллы и изучает вместе с ним такие книги, как «Китаб Бухар-зада» (араб. كتاب بخار زاده‎, другое название: «Рисала фи баян аль-иктикадат ва-ль-ахлак ва-ль-амаль», араб. رسالة فى بيان الاعتقاد والاعمال والاخلاق‎) и «Тухфа» (перс. تحفة‎). Затем продолжил обучение в медресе Актамак-калпе в ауле Толенгит возле озера Тойганкуль. В 24 года, получив одобрение старейшин, 3 года обучает детей в ауле Аккозы.
В 1916 году принимает участие в восстании против российских властей, становится свидетелем жестокого подавления бунта и теряет многих родственников и друзей. Русскими солдатами был застрелен родной брат Садуакаса — Мукан.
С 1929 года подвергался гонениям со стороны советской власти. Был арестован и находился в тюрьме, откуда вышел с документами на имя Абдукерима Мусимова (Муслимова) и перебрался в Омскую область, где прожил до 1946 года.
Большая часть поэтического наследия Садуакас Гылмани написана в 1930-е годы, ещё несколько произведений датируются 1940—1960 годами. С 1946 по 1966 год занимался созданием объёмного арабско-казахского словаря из 108 тыс. слов.
В 1943 году пропал без вести в боях в Краснодарском крае единственный сын Садуакаса Гылмани — Хамат Садвакасович Гельманов. С 1946 года — мулла в Акмолинской мечети. В 1949 году, с разрешения советского правительства, совершил хадж в Мекку. В 1952 году был вызван тогдашним уполномоченным представителем САДУМ Абд аль-Гаффаром Шамсутдиновым в Алма-Ату, где Садуакас Гылмани был назначен его преемником. После смерти Иосифа Сталина вместе с муфтием Бабаханом принял участие на его похоронах.
После того, как писатель Мукатай Токжигитов (каз. Мұқатай Жақыпұлы Тоқжігітов) в 1968 году опубликовал в издательстве «Казахстан» (Алма-Ата) книгу атеистической направленности под названием «Правда о Коране» (каз. «Құран туралы ақиқаттар»), Садуакас Гылмани первым выступил с критикой этого произведения и написал опровержение под названием «Клевета и ложь о Коране» (каз. «Құран туралы жала мен өтірік»).
Умер 24 апреля 1972 года в Алма-Ате, похоронен на Кенсайском кладбище.

## Семья и потомки
Садуакас Гылмани был женат несколько раз. Первая жена — Дамели Ержанкызы скончалась в 1927 году в 25-летнем возрасте. Вторая жена — Магфира (Мапен) умерла в 1933 году в 33-летнем возрасте. Первая жена родила ему троих детей, вторая жена — семерых. Третья жена — Жамиля (1894—1975). Все дети Садуакаса умерли в раннем возрасте, за исключением троих: сына Хамата (род. 1922) и дочерей Укижан (род. 1923) и Амины (род. 1939). Хамат, сын от второй жены Магфиры, пропал без вести во время войны, однако отец продолжал ждать его до самой смерти и всё своё литературное наследие завещал ему.
Укижан, дочь от первой жены Дамели, вышла замуж за Галымжана Каримова (ум. в 1999) и родила семерых детей: Габдуссамада, Райхан, Мухаммадгали, Кульжиян, Габдулахада, Габдулмажита и Сауле. Амина, также родившаяся от первой жены Гылмани, в 1963 году вышла замуж за Рахмана Абжаканова и родила сына Габдулуахита, однако их брак был недолгим. В 1963 году Амина вышла замуж во второй раз за Даулена Рахметовича Есмагамбетова (ум. в 2009), от которого родила трёх дочерей: Сагиду (род. 1965), Шырын (род. 1969) и Гайшу (род. 1972).

## Память
- В честь Садуакаса Гылмани названа мечеть в столице Казахстана Астане.